# Qu'est-ce qu'on a fait au Bon Dieu?
Qu'est-ce qu'on a fait au Bon Dieu? (prt: Que Mal Fiz Eu a Deus?; bra: Que Mal Eu Fiz a Deus?) é um filme francês de 2014, do género comédia, realizado por Philippe de Chauveron, com argumento dele e de Guy Laurent.
O filme foi exibido na França em 16 de abril de 2014, em Portugal o filme foi lançado em 24 de julho do mesmo ano. No Brasil o filme será exibido em 6 de agosto de 2015.

## Elenco
| Ator / Atriz      | Papel                                     |
| ----------------- | ----------------------------------------- |
| Christian Clavier | Claude Verneuil                           |
| Chantal Lauby     | Marie Verneuil                            |
| Ary Abittan       | David Maurice Isaac Benichou              |
| Medi Sadoun       | Rachid Abdul Mohammed Ben Assem           |
| Frédéric Chau     | Chao Pierre Paul Ling                     |
| Noom Diawara      | Charles Koffi                             |
| Frédérique Bel    | Isabelle Suzanne Marie Verneuil-Ben Assem |
| Julia Piaton      | Odile Huguette Marie Verneuil-Benichou    |
| Émilie Caen       | Ségolène Chantal Marie Verneuil-Ling      |
| Élodie Fontan     | Laure Verneuil-Koffi                      |
| Élie Semoun       | Psicólogo de Marie                        |
| Pascal Nzonzi     | André Koffi                               |
| Salimata Kamate   | Madeleine Koffi                           |
| Tatiana Rojo      | Viviane Koffi                             |
| Loïc Legendre     | Sacerdote de Chinon                       |
| Nicolas Beaucaire | Médico de Chinon                          |
| David Salles      | Polícia                                   |
| Axel Boute        | Jovem albino da célula                    |
| Yvonne Gradelet   | Turista                                   |
| Lassâad Salaani   | Açougueiro árabe                          |
| Nicolas Buchoux   | Xavier Dupuy-Jambard                      |
| Philippe Bertin   | Jean-Jérôme                               |

## Reconhecimentos
| Prémios                                             | Categorias            | Destinatários e nomeados            | Resultado | Ref(s)       |
| --------------------------------------------------- | --------------------- | ----------------------------------- | --------- | ------------ |
| Festival Internacional de Cinema de Emden-Norderney | Prémio Bernhard Wicki | Philippe de Chauveron               | Venceu    | [ 9 ] [ 10 ] |
| 29ª edição dos Prémios Goya                         | Melhor Filme Europeu  | Qu'est-ce qu'on a fait au Bon Dieu? | Indicado  | [ 11 ]       |
| 20ª edição do Prix Lumière                          | Melhor Argumento      | Philippe de Chauveron e Guy Laurent | Venceu    | [ 12 ]       |